# Phacodes mossmanni
Phacodes mossmanni är en skalbaggsart som beskrevs av Newman 1850. Phacodes mossmanni ingår i släktet Phacodes och familjen långhorningar. Inga underarter finns listade i Catalogue of Life.